# 카란 아르준
카란 아르준(Karan Arjun)은 인도에서 제작된 라케쉬 로샨 감독의 1995년 액션, 코미디, 판타지, 멜로/로맨스 영화이다. 살만 칸 등이 주연으로 출연하였고 라케쉬 로샨 등이 제작에 참여하였다.

## 출연

### 주연
- 살만 칸
- 샤룩 칸

### 조연
- 키쇼레 아난드 바누샤리
- 수레쉬 차트왈
- 살림 칸 딩-동
- 존 가브리엘
- 잭 가우드
- 라크히 굴자
- 디네시 힌구
- 까졸
- 키론 커
- 자니 레버
- 아닐 나그라스
- 암리쉬 푸리
- 란짓
- 간시암 로헤라
- 아시프 세익
- 아르준
- 일라 아룬

## 제작진
- 각색: 앤워 칸
- 의상: 프라밀라 로샨
- 의상: 사이 슈네트라